# Tupac Amaru-Rafan
Tupac Amaru-Rafan (del mochica: Rafang o Rafan) o simplemente llamado Rafan, es un pueblo ubicado en el distrito de Lagunas en la provincia de Chiclayo, departamento de Lambayeque.
La zona comprendió parte de la antigua hacienda San Pedro Nolasco de Rafan que perteneció en un inicio a la orden de la Merced.

## Demografía
En el 2017 contaba con una población de 800 habitantes por lo que es la tercera localidad más poblada del distrito después de Mocupe y Nuevo Mocupe.